# Tânia Ferreira
Tânia Cristina dos Santos Ferreira (ur. 17 lipca 1974) – brazylijska zapaśniczka i judoczka. Olimpijka z Sydney 2000, gdzie zajęła dziewiąte miejsce w wadze lekkiej, w judo.
W turniejach zapaśniczych zdobyła dwa brązowe medale mistrzostw panamerykańskich, w 2005 i 2006. Zajęła trzecie miejsce na igrzyskach Ameryki Południowej w 2006.
W zawodach judo zdobyła brązowy medal igrzysk panamerykańskich w 3003. Pięciokrotna medalistka mistrzostw panamerykańskich. Mistrzyni igrzysk i mistrzostw Ameryki Południowej.